# AOC International
AOC International ist ein Anbieter von High-Tech-Produkten aus Taiwan mit dem Schwerpunkt der Herstellung von Computermonitoren, TV-Bildschirmen und Displays. Sie wurde 1967 gegründet, mittlerweile handelt es sich um ein Tochterunternehmen von TPV Technology.

## Geschichte
Die Firma wurde von Ross Siragusa als Admiral Overseas Corporation in Chicago gegründet und stellte den asiatischen Zweig seiner seit 1934 operierenden, auf Elektronik spezialisierten Firma Admiral dar. Der Firmensitz wurde in Taiwan im Jahr 1967 etabliert und begann dort mit der Produktion und dem Export von Farbfernsehern. Es erfolgte 1978 die Umbenennung in AOC International und ab 1979 der Verkauf unter dem Markennamen AOC. Zwischen 1988 und 1997 wurden Außenstellen in Europa, China, Brasilien und den Vereinigten Staaten etabliert. 2005 und 2006 folgten weitere Filialen in Indien und Mexiko. Heute arbeitet AOC als Tochterunternehmen des Hongkong-basierten Elektronikherstellers TPV Technology und verkauft Produkte in über 40 Ländern weltweit.
AOC war im vierten Quartal 2019 mit mehr als 2,6 Millionen verkauften Exemplaren und einem Marktanteil von 18 % der größte Hersteller von Gaming-Monitoren weltweit.
2024 stellte AOC erstmals Monitore vor, die sich an professionelle Nutzer im Bereich Bild- und Videobearbeitung richten. Die ersten Monitore der Graphic Pro genannten Produktreihe sollen im Juli 2024 auf den Markt kommen.

## Produkte

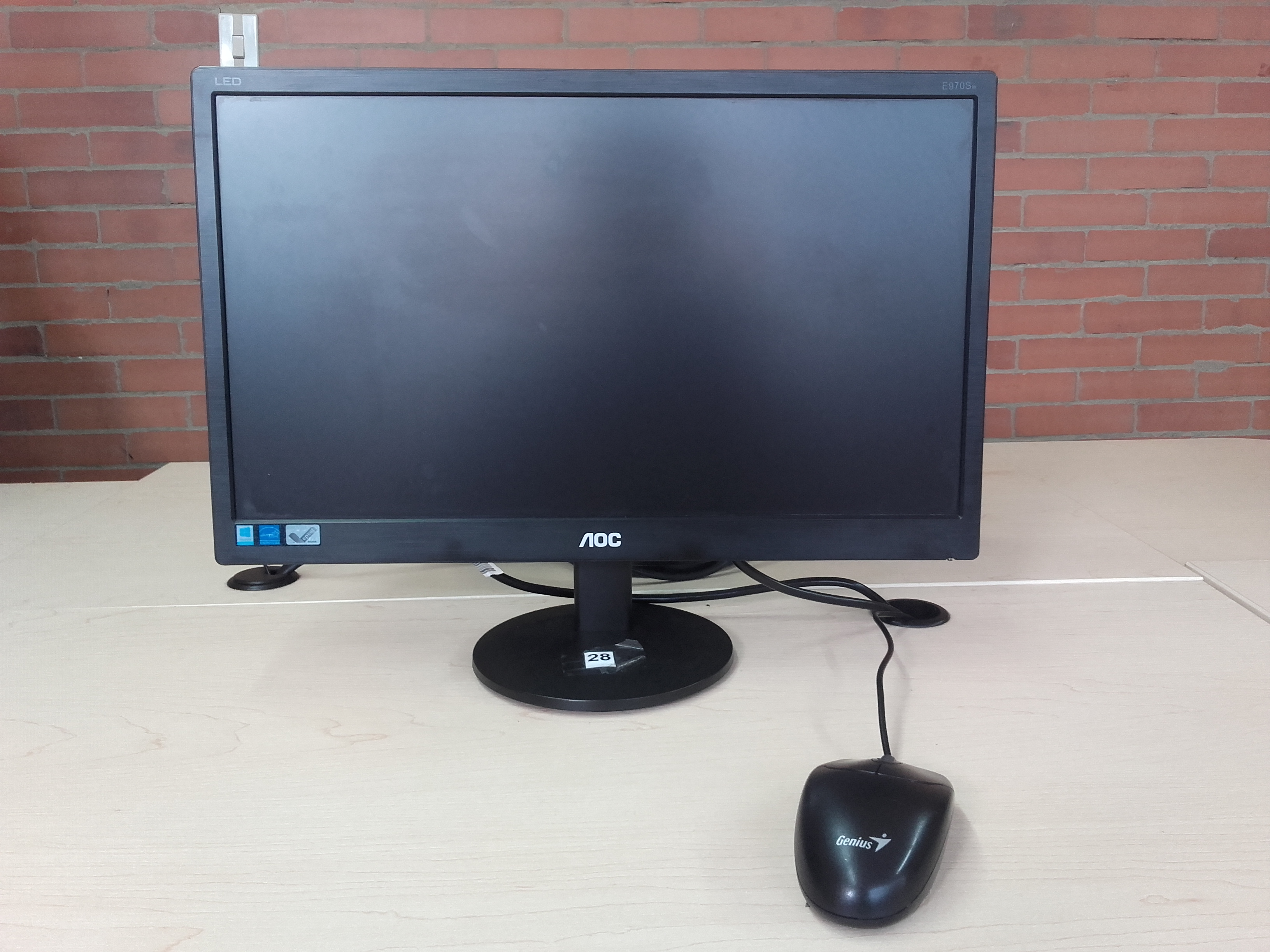
Ein LED-Monitor von AOC

AOC International fertigt Monitore für Computer an, darunter befindet sich eine breite Auswahl an Computerbildschirmen, zudem wurden auch komplette Desktop-Computer angeboten. Das Spektrum an Computerbildschirmen ist für den Gebrauch in den Bereichen Geschäft, Heimanwendung und Gaming angepasst. Im Lieferprogramm ist auch Zubehör wie Monitorarme und Wandhalterungen für Heim- und Büroumgebung sowie Tastaturen und Computermäuse für den Spielerbereich.